# Abilkhan Amankul
Abilkhan Amankul (Taraz, 29 luglio 1997) è un pugile kazako.

## Palmarès
- Campionati mondiali

Amburgo 2017: argento nei pesi medi.
- Campionati asiatici

Tashkent 2017: bronzo nei pesi medi.
- Giochi asiatici

Giacarta 2018: argento nei pesi medi.